# Sceliphron caementarium
Sceliphron caementarium és una espècie d'himenòpter apòcrit de la família dels esfècids entre la trentena d'espècies descrites en aquest gènere molt semblants a S. caementarium. L'epítet específic llatí caementarius significa paleta o constructor de parets.

## Morfologia

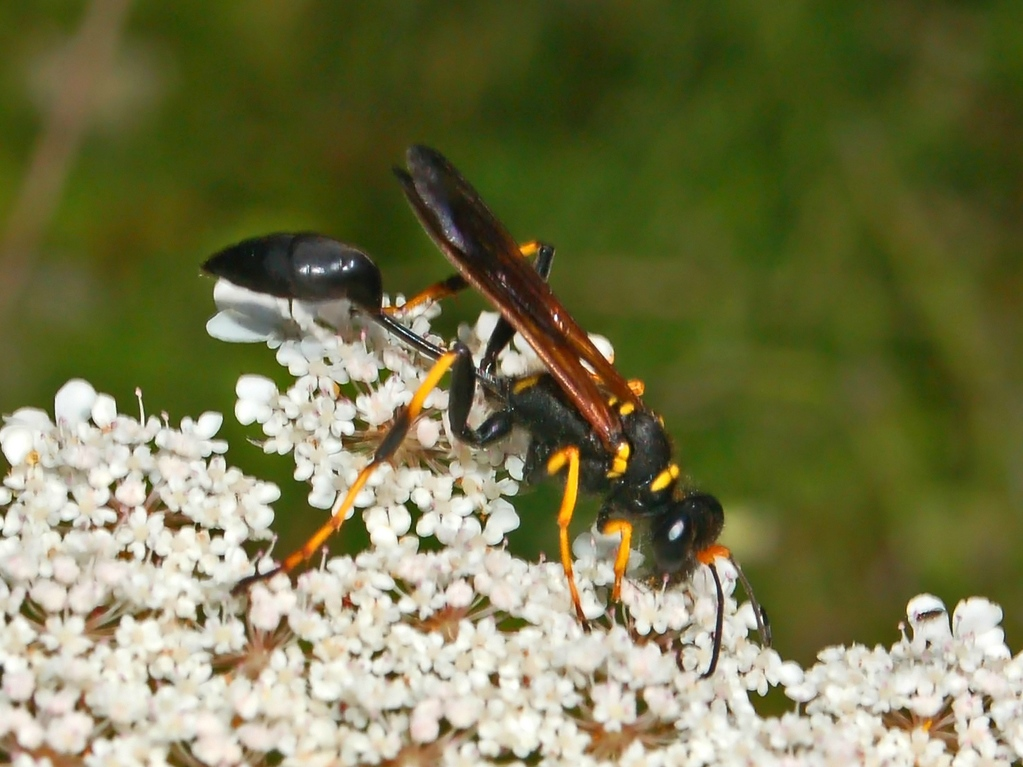
Femella de Sceliphron caementarium alimentant-se de nèctar

Sceliphron caementarium pot assolir una longitud de 24–28 mil·límetres (0,94–1,10 polzades). El seu pecíol és negre i més o menys amida la meitat de la longitud total de l'abdomen. El tòrax té diverses ornamentacions grogues, mentre que l'abdomen normalment és negre, amb un propodeum groc (típic de femelles). Els ulls i les antenes són negres, i les potes són grogues amb els fèmurs i trocànters negres. Les ales tenen un color marronós. Un altre tret característic són els escaps i tègules grocs.

## Ecologia
S. caementarium està àmpliament distribuïda al Canadà, els Estats Units, Amèrica Central, Sud-àfrica i les Índies Occidentals, i ha estat introduïda a moltes illes del Pacífic (incloent Austràlia, Hawaii, i Japó), el Perú i Europa, on s'ha establert en alguns països de la conca del Mediterrani occidental Àustria, Croàcia, França, Itàlia, Xipre i Ucraïna També ha estat citada a Espanya (incloent les Canàries), Portugal (incloent Madeira), Croàcia, Bòsnia, Països Baixos, Bèlgica, Bulgària, Eslovènia, Luxemburg i Suïssa.
Aquesta espècie generalista prolifera en molts tipus d'hàbitats, com ara cornises de roca, estructures artificials, bassals i altres vores d'aigua o en pinedes de Pinus palustris.
Sceliphron caementarium són vespes parasitoides solitàries que construeixen nius de fang. Aquests esfècids recullen boles de fang als marges de petites basses d'aigua per a construir els nius. Freqüentment, els nius són construïts en àrees ombrejades a resguard de les inclemències del temps o d'altres elements ambientals. Aquests llocs poden ser d'origen natural o estructures fetes per la mà de l'home, entre ells ponts, pallers, garatges, porxos a l'aire lliure o ràfecs de sostres. Els nius poden arriba a atènyer fins a 25 cel·les cilíndriques arranjades verticalment. Després de la construcció de les cel·les sovint les cobreixen amb més fang protegint el grup sencer de cel·les, donant-li un aspecte compacte i uniforme. El niu sencer pot assolir la superfície del puny d'una persona .
Després de construir una cel·la del niu, el vespa femella captura diverses aranyes. La presa capturada és picada i paralitzada abans de ser ficada dins del niu (normalment 6-15 per cel·la), i llavors pon un ou sol sobre una presa dins de cada cel·la. Llavors la vespa segella la cel·la amb una capa gruixuda de fang. Després d'acabar un conjunt de cel·les, les abandona a la seva sort. La larva que emergeix de l'ou s'alimenta de les preses amb que la mare ha omplert el niu, fins a fer la pupa, finalment sortint del niu en completar la metamorfosi.
Els adults poden ser vists a mitjans d'estiu alimentant-se del nèctar de flors, especialment de Daucus carota, Sium suave, Sium latifolium o Berula erecta. Tenen una baixa taxa reproductiva. És poc freqüent que piquin a les persones a no ser que se les destorbi a tocar del niu.
Una espècie comuna de crisídid, Chrysis angolensis, és freqüentment un cleptoparàsit en nius de Sceliphron, i només és un dels diversos insectes que parasiten aquestes vespes terrisseres.

## Curiositat
El 1996 el vol 301 de Birgenair s'estavellà prop de Puerto Rico. Es creu que la causa més probable d'aquest estavellament del Boeing 757 fou el bloqueig del tub de Pitot (dispositiu per a mesurar la velocitat de l'aire) degut a la presència d'un niu d'aquesta espècie.

## Galeria

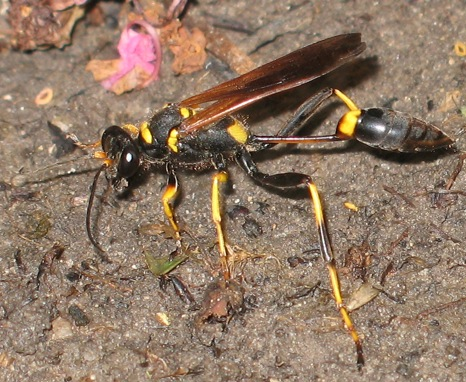
S. caementarium recollint fang
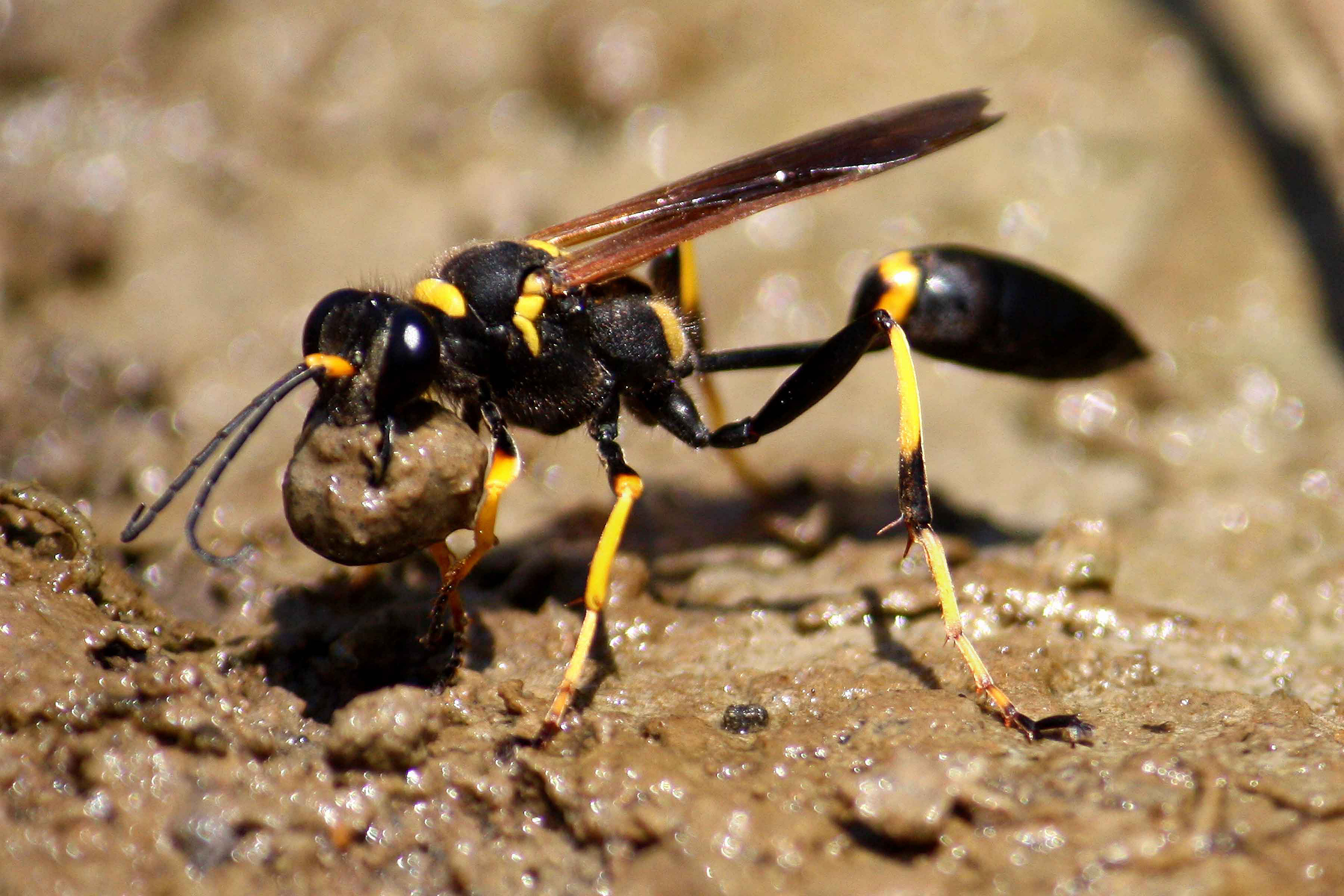
S. caementarium amb una bola de fang, preparat per a endur-se-la
- Vídeo de S. caementarium construint un niu
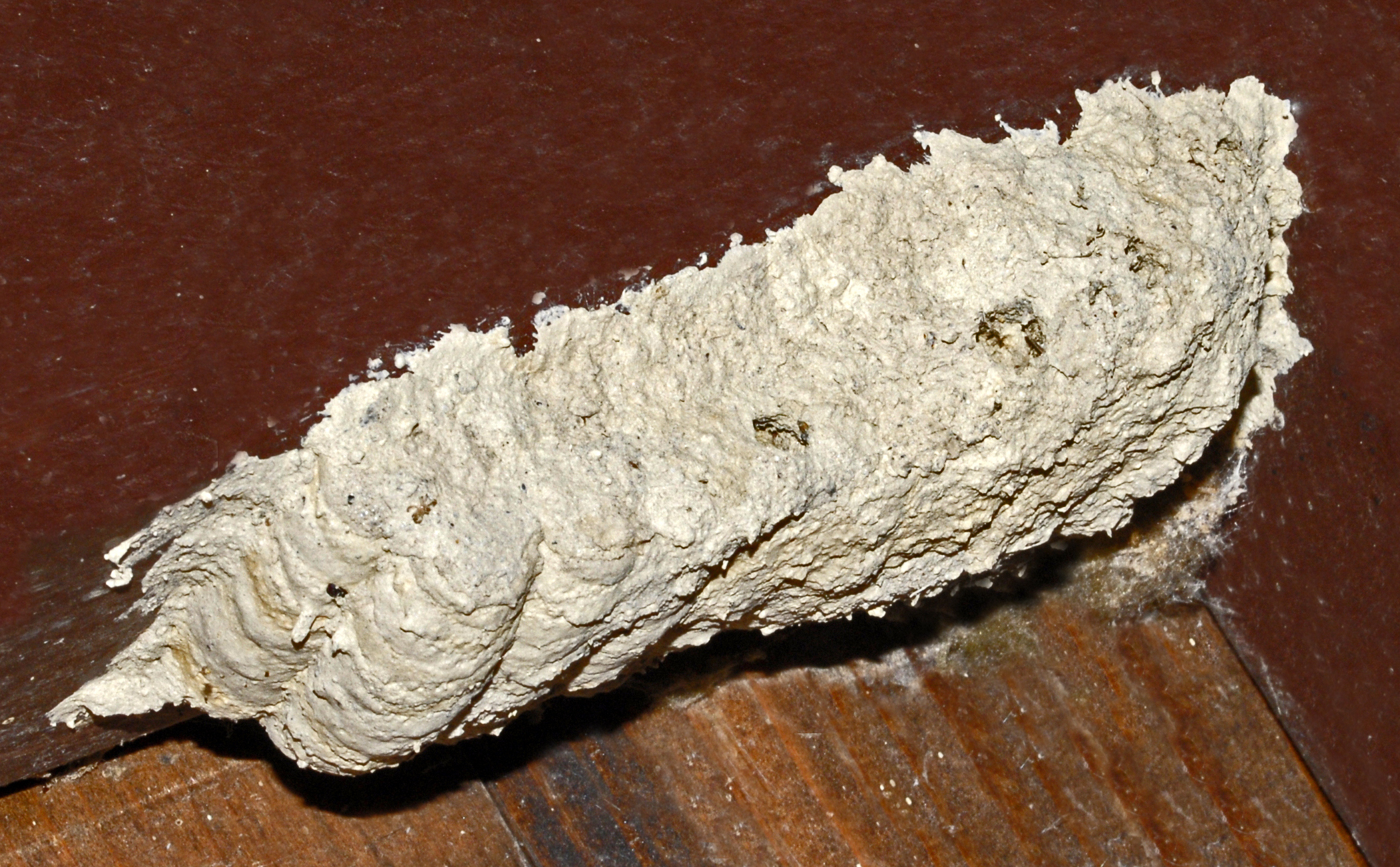
Conjunt de cel·les
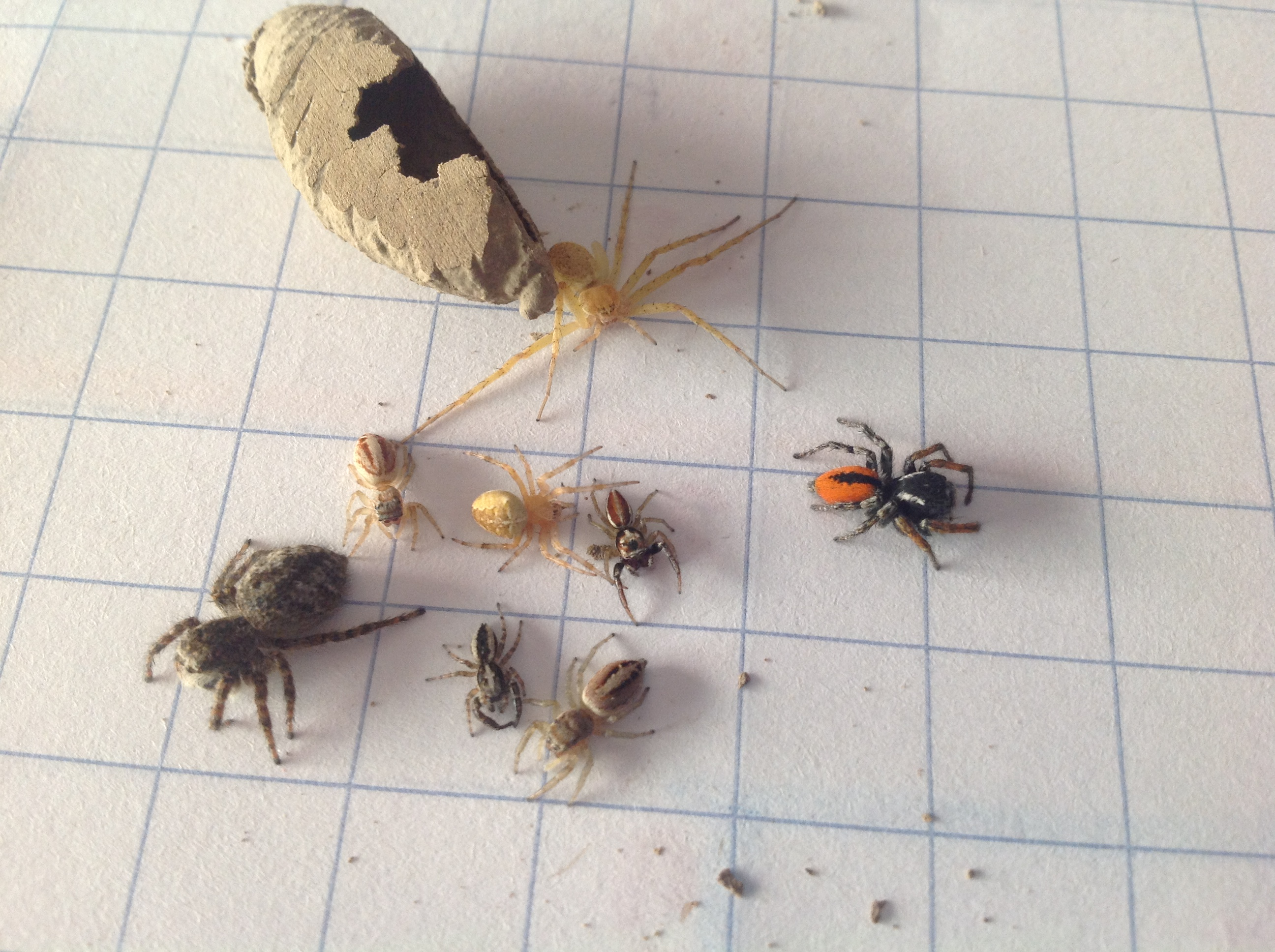
Contingut d'una cel·la